# Processo de cassação de Romero Jucá
O processo de cassação de Romero Jucá consistiu em uma investigação contra o então senador e ex-ministro Romero Jucá (MDB-RR) no Conselho de Ética do Senado Federal, que podia resultar em punições, podendo levar até a cassação pela quebra de decoro parlamentar. O pedido foi protocolado no dia 24 de maio de 2016, pelo senador Telmário Mota (PDT-RR).

## Carreira política
Romero Jucá Filho, pernambucano, nascido em Recife em 30 de novembro de 1954, cursou Economia na Universidade Católica de Pernambuco, especializando-se em Engenharia Econômica através de pós-graduação. Seu primeiro cargo político foi como diretor da secretaria de educação do estado de pernambuco, Foi também em 1986 presidente da FUNAI. Em 1988, por indicação do presidente José Sarney tornou-se governador do território de Roraima.Seu primeiro mandato como senador foi em 1994. Em 2005, foi nomeado Ministro da Previdência Social no governo Lula, porém, em razão de denúncias de corrupção, durou 4 meses no cargo. Em 2002, foi reeleito para Senador  pelo PSDB e em 2010 pelo PMDB.
Romero Jucá Filho também foi líder do governo nos mandatos de Fernando Henrique Cardoso, Lula e Dilma.
Ao longo de sua carreira política, transitou pelos partidos PSDB, PDS, PFL, PPR e MDB.
Romero Jucá Filho ocupou o cargo de Senador pelo estado de Roraima. Foi nomeado Ministro do Planejamento no governo interino de Michel Temer, mas foi afastado sob acusação de tentar atrapalhar a Operação Lava Jato.

## O processo
O pedido de cassação teve como base gravações de uma conversa entre Romero Jucá e o ex-presidente da Transpetro Sérgio Machado, na qual Jucá fala sobre um pacto para deter a operação Lava Jato. Para Telmário, o senador foi pego em uma tentativa de obstrução da justiça: "Ele fala que é preciso ter o impeachment para fazer um pacto nacional para paralisar a Operação Lava Jato. Isso é obstrução da Justiça" diz o senador em referência a seguinte frase de Romero Jucá: "Tem que mudar o governo pra poder estancar essa sangria".
No dia 31 de maio de 2016, o presidente do Conselho de Ética do Senado, João Alberto Souza (MDB-MA), recebeu o pedido de cassação. Ele teria até o dia 6 de junho do mesmo ano para decidir se o mesmo seria aceito ou não.
Em fevereiro de 2017, atuando como líder do governo no Congresso na sessão plenária, defendeu proposta de Emenda Constituição que previa proteção aos presidentes da câmera e do senado contra investigações. Por quase 1 hora criticou a imprensa, comparando com a Inquisição e a Revolução Francesa, afirmando que não se intimidará por meras suposições com caráter intimidatório.

## Arquivamento
No dia 7 de junho de 2016, o presidente do Conselho de Ética do Senado, João Alberto Souza (MDB-MA), arquivou a representação. Na decisão, não foram mostrados os documentos que deveriam instruir o processo disciplinar nem o rol de testemunhas a serem ouvidas, além das provas que se pretenderia produzir na investigação.
No dia 8 de junho de 2016, seis senadores assinaram um recurso contra o arquivamento: Telmário Mota (PDT-RR) - autor do pedido de cassação, além de Randolfe Rodrigues (Rede-AP), Vanessa Grazziotin (PCdoB-AM), João Capiberibe (PSB-AP) e Regina Sousa (PT-PI). Porém, o Conselho de Ética do Senado informou, em 14 de junho de 2016, que rejeitou o recurso.
Em 9 de junho do mesmo ano, Telmário Mota, relator do processo, se queixou por não obter apoio do PT, sob a justificativa de que estavam com "excesso de atividades". A interlocutores, Telmário disse que Jucá sabe das principais "negociações políticas" do País, inclusive as que envolvem o PT, o que teria motivado o recuo dos colegas.

## Novas acusações
Em 25 de maio de 2017, o Procurador Geral da República (PGR) Rodrigo Janot solicitou a abertura de um inquérito para investigar o senador Romero Jucá por suposto desvio de patrocínio da Confederação Brasileira de Tênis. Segundo o inquérito, o senador teria desviado dinheiro retirado dos contrato dos Correios e utilizou como base para a abertura de inquérito documentos apresentados pela ex-contadora da confederação Kátia Maria Freitas Mueller e pela advogada Marisa de Souza Alija Ramos à Procuradoria da República em São Paulo.
O caso teve início em 12 de novembro de 2014, quando Kátia Maria Freitas Mueller compareceu ao Ministério Público Federal, em São Paulo, para prestar depoimento sobre irregularidades nas contas da CBT durante a gestão de Jarge Lacerda da Rosa. A denúncia apresentada afirma que 10% dos valores repassados pelos Correios a CBT eram destinados a Jucá. Segundo a advogada, a propina ainda teria sido negociada através do jornalista Alexandre Jardim, à época assessor de imprensa do senador.